# Picón (kommunhuvudort)
Picón är en kommunhuvudort i Spanien.   Den ligger i provinsen Provincia de Ciudad Real och regionen Kastilien-La Mancha, i den centrala delen av landet, 150 km söder om huvudstaden Madrid. Picón ligger 602 meter över havet och antalet invånare är 660.
Terrängen runt Picón är platt åt sydväst, men åt nordost är den kuperad. Picón ligger nere i en dal. Runt Picón är det ganska glesbefolkat, med 24 invånare per kvadratkilometer. Närmaste större samhälle är Ciudad Real, 13,4 km sydost om Picón. Omgivningarna runt Picón är i huvudsak ett öppet busklandskap.